# 伊莱克斯
伊莱克斯股份有限公司（瑞典語：AB Electrolux，經常簡稱Electrolux），簡稱伊莱克斯，是一家瑞典的跨國家用電器製造商，總部設在斯德哥爾摩 。該企業持續在全球家電產業銷售單位數量排行中位居第二（僅次於惠而浦）以及商業用洗衣房洗衣設備銷售數量全球排行中位居第一。其產品以各種品牌名稱銷售（亦包括其原品牌），其中主要是針對大眾消費市場的白色家電和吸塵機 。該企業也有生產專業用電器。
伊莱克斯在斯德哥爾摩證券交易所上市，是OMX斯德哥爾摩30指數的組成部分。

## 歷史
1919年创立于瑞典，由Lux有限公司和Elektromekaniska有限公司合并而成，总部设在斯德哥尔摩。目前在60多个国家生产并在160个国家销售各种电器产品。
伊莱克斯的创始人爱尔克·温尔格林1912年发明了世界上第一台家用吸尘器，1925年又生产出第一台家用冰箱。在后来的70多年里伊莱克斯收购并兼并了近400家家电厂商和品牌，除传统家用电器以外还涉商業洗衣房服务及饮食服务设施、园林设备并成为专业家用电器制造商。公司拥有10万名雇员，在欧洲拥有22座工厂，2004年销售额超过160亿美元，占据了世界家电市场25%的份额。全球3亿5千万个家庭拥有或使用着伊莱克斯的家电电器产品。另外伊莱克斯是全球最具規模的專業用洗衣設備製造商，在歐洲、日本、台灣銷售數量都是第一，即使在美國也是佼佼者，主要是機器本體、配件及品質均較其他同業高出甚多。
伊萊克斯产品包括冰箱、洗衣机、空调、吸尘器、炉灶、链锯、除草机及家用微型拖拉机等，旗下的一些著名电器品牌包括AEG、伊莱克斯、金章牌（Zanussi）、Frigidaire、Eureka、Flymo、Husqvarna等。
2014年9月8日，伊萊克斯斥資33億美元現金收購通用電氣旗下家電事業，為其史上最大收購案。2015年12月7日，因遭到美國司法部反對，通用電氣終止向伊萊克斯出售家電業務的交易。